# Marejada

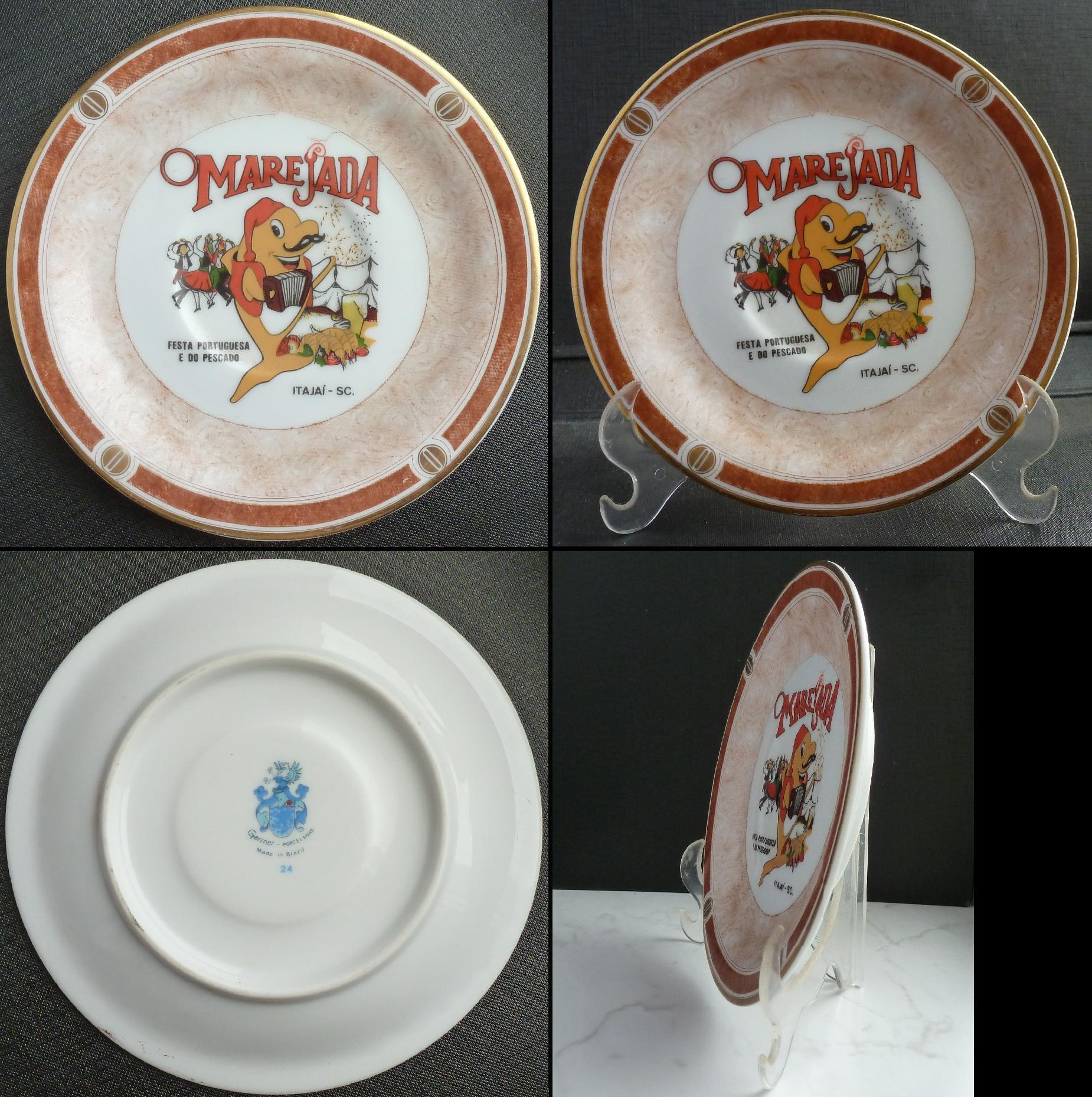
Platos de recuerdo de la Marejada hechos en Itajaí, Brasil, por Germer Porcelanas Finas SA.

La Marejada es una de las celebraciones más populares de Itajaí, ciudad en el estado brasileño de Santa Catarina. Esta celebración conmemora el primer desembarco de inmigrantes europeos desde Portugal a la costa brasileña. Proviene de «mar», y en Brasil equivale a «portugalización». 
La Marejada también es un festival gastronómico dedicado a los productos del mar, ya que la pesca es una de las principales actividades económicas de la región de Itajaí. Por ello, la comida principal en esta fiesta es el pescado y el marisco y la bebida principal es la cerveza. El símbolo de la Marejada es un pescado con gorra y rostro humano tocando el acordeón (véase la foto).
La Marejada se celebra todos los años en octubre de 1987. Por ejemplo, esta fiesta tuvo lugar del 8 al 18 de octubre de 2009. Debido al aniversario de la portugalización fue del 8 al 24 de octubre de 2010. Hay aproximadamente 600 atracciones en un espacio físico de 36.000 m². En el pabellón principal, se reúnen miles de personas a bailar cada noche.